# Старково (Великоустюзький район)
Старко́во (рос. Старково) — присілок у складі Великоустюзького району Вологодської області, Росія. Входить до складу Трегубовського сільського поселення.

## Населення
Населення — 67 осіб (2010; 81 у 2002).
Національний склад (станом на 2002 рік):
- росіяни — 100 %